# سعاد المانع
سعاد عبد العزيز محمد المانع (1947) ناقدة أدبية وأكاديمية سعودية. هي أستاذ مشارك بقسم اللغة العربية بجامعة الملك سعود بالرياض.

ولدت في الهفوف بالأحساء. حصلت على درجة الماجستير في النقد الأدبي من جامعة القاهرة ودكتوراه في الأدب والنقد العربي القديم من جامعة ميشيغان. يعدها بعض النقاد أول من أرسى النقد الألسني الحداثي في السعودية. لها بحوث كثيرة في النقد الأدبي.

## سيرتها
هي سعاد بنت عبد العزيز محمد المانع. ولدت في الأحساء سنة 1947 م/ 1367 هـ. حصلت على دكتوراه الفلسفة في الأدب والنقد العربي القديم من جامعة ميشيغان بالولايات المتحدة الأمريكية سنة 1406 هـ/ 1986 م في موضوع الضرورة الشعرية من وجهة نظر النقاد والبلاغيين العرب، وماجستير في الأدب العربي من جامعة القاهرة سنة 1398 هـ/ 1978 م في موضوع سيفيات المتنبي: دراسة نقدية للاستخدام اللغوي. وبكالوريوس آداب تخصص لغة عربية سنة 1391 هـ/ 1971 م.

تشغل وظيفة أستاذ مشارك بقسم اللغة العربية بجامعة الملك سعود بالرياض، ومديرة مركز البحوث بمركز الدراسات الجامعية للبنات بعليشة.

شغلت قبل ذلك الوظائف الآتية بجامعة الملك سعود: وكلية الدراسات العليا، ووكيلة قسم اللغة العربية، وأستاذ مساعد بقسم اللغة العربية، ومحاضر بالقسم ذاته.

لها بحوث كثيرة في مجال تخصصها منشورة في مجلات محلية وعربية وعالمية. وهي عضو جمعية الشرق الأوسط للدراسات والبحوث. ومن أعضاء لجان التحكيم في مؤسسة سلطان بن علي العويس الثقافية في دورتها التاسعة : 2004 – 2005.

## جوائزها وتكريمها
- 2 أبريل 2014: في الملتقى النقدي الخامس لنادي الرياض الأدبي من قبل عبد العزيز خوجة.[5][6][7]

## مؤلفاتها
- سيفيات المتنبى: دراسة نقدية للاستخدام اللغوى، 1981
- المرأة ونقد الشعر في بدايات النقد العربي ؛ قراءة لنصوص النقد المنسبوبة إلى سكينة بنت الحسين، 2014 (ردمك 9786144045251): تتناول فيه النقد الأدبي النسوي من خلال قراءة النصوص النقدية المنسوبة إلى سكينة بنت الحسين.

## وصلات خارجية
- في موقع أرشيف المجلات نسخة محفوظة 11 يوليو 2013 على موقع واي باك مشين.